# THE CRAZY SKB
THE CRAZY SKB（ザ・クレイジー・エス・ケー・ビー、1968年8月23日 - 、以下SKB）は、日本の音楽家兼プロレスラー。本名は非公開。

## 解説
初期の恐悪狂人団で「クレイジーSAKABA」と名乗っていたこともある。パンクレーベル「殺害塩化ビニール」の社長で通称「バカ社長」と呼ばれ、QP-CRAZY、猛毒、恐悪狂人団、ハイテクノロジー・スーサイド、怪奇!!動物アジテーターなどでボーカル、殺(KILL)ではノイズギタリストを務める。プロレスラーとしての顔も持ち、暗黒プロレス組織666を主宰する。
文章の語尾を「DEATH」（です。）にする表記を広くメディアなどで使い出した最初の人物とされる。弟がおり、自身が京都で結成したバンド「ありぢごく」のボーカルを引き継いだ。
チバユウスケとは小学校から同級生で、チバは幼い頃にSKB宅に遊びに行ったことがあると言っているが、SKBは憶えていない。
2016年10月、病気療養のため活動休止を発表。

## ミュージシャンとしての活動
1982年の中学時代に最初のバンド、恐悪狂人団を結成する。当初はベース担当。1983年、殺害塩化ビニールの前身となるインディーズレーベル「人つ目レーベル」を設立し、社長に就任する。1994年、メジャー・デビュー寸前に解散したバンドハイテクノロジー・スーサイドの主要メンバーでQP-CRAZYを結成する。ライブハウスで爆竹を炸裂させる、客席に向けて火を放つ、ステージ上で爆竹ボードの上に背中から受け身を取るなどの過激なパフォーマンスを行う。

### 主な参加バンド
本人ですら把握しきれていないほどに多彩であるが、代表的なものは以下の通りである。
- 恐悪狂人団
  - もっとも古くから活動しており、最もSKBの根幹をなすバンドである。現在ではソロユニット的な意味合いが強い。暴力性に満ちた過激なライブパフォーマンスで数々の逸話を残している。
- ハイテクノロジー・スーサイド
- QP-CRAZY
- 猛毒
- 怪奇!!動物アジテーター
  - THE DEAD P☆P STARSのKENZIと結成した自称「宇宙最凶天才的奇才ユニット」。それぞれ“SHEIK the CRAZY-SKB”、“BUTCHER the CRAZY DANGER KENZI”と名乗る。
- 4DIENCE MURDER
  - ギター担当。前身バンド“HEAD WASHER”のボーカル以外のメンバーで結成。パフォーマンスなどのビジュアル面ではなく純粋に音楽面のみで暴力性を表現する。
- 殺(KILL)
  - ノイズギターを担当。
- ありぢごく
  - 関西出身のメンバーで構成され、多少の毒気を盛り込んだコミカル路線を追求。後に脱退し、「弟」である「オム・ライス」が加入する。
- スラッシュ55号
  - 過激なパフォーマンスを盛り込んだカラオケユニット。「スラッシュ欽一」と名乗っていた。

## プロレスラーとしての活動
元来プロレスファンであり、特にザ・シークのファンだったという。自身のライブで度々プロレスラーとの共演を行っていたが、2003年12月13日、旧友である怨霊と共にプロレス団体「暗黒プロレス組織666（トリプルシックス）」を旗揚げした。同日の対怪人ひとごろし戦でレスラーデビュー（パートナーはサバイバル飛田）する。
爆竹や凶器を用いたファイトを主体としており、試合を重ねていくに連れて腕十字を決めるなど、少しずつプロレス技も増やしている。試合中、観客は携帯電話を含めた全ての写真・動画の撮影が禁止される。サムライTVで試合は放送されるが、SKBの攻撃は「なんらかの理由で映像が乱れている」というテロップと共にモザイク処理が施される。過去には週刊ゴングのカメラマンのカメラを燃やしたこともあり、このような派手なファイトスタイルが原因で、バトルスフィア東京・ディファ有明などから出入り禁止処分を受けた。666が本拠地にしている新木場1stRINGは、サムライTVのカメラが壊れ、大事な部分が放送できないという。

### 得意技
- デビルズファイヤー（火炎放射）
- 爆竹ポア
  - 爆竹を巻いたコートを着用して火を着け、相手に突進（ラリアット、ダイビング・ボディプレス、セントーン・ボム）する技。
- 窒息シャラポア
  - ドライアイスとお茶・ジュースを入れたたらいの中にSKBが二種類の洗剤を入れ、その中に相手の顔を押し付けようとする技。その後たらいの中身を相手にぶちまける。

### タイトル歴
- 第666代アイアンマンヘビーメタル級王座

## 書籍
- 悶絶!プロレス秘宝館（シンコーミュージック・エンタテイメント） - 共著
- みうらじゅんのフェロモンレコード（TOKYO FM出版） - 寄稿
- 狂人白書（LOFT BOOKS）-THE CRAZY SKB & 殺害塩化ビニール伝説